# Geschichte des Urheberrechts
Die Geschichte des Urheberrechts beschreibt die Geschichte des Rechts des Urhebers an seinen Werken.

## Antike
Die antiken Rechtsordnungen kannten kein Urheberrecht im heutigen Sinne. Sehr wohl bekannt war jedoch eine Beziehung zwischen Autor und Werk, sei sie als echter Stolz auf die eigene Leistung oder als Weitergabe einer göttlichen Gabe verstanden. In der neueren rechtshistorischen Forschung wird ferner auf funktionale Äquivalente im Bereich des Urheberpersönlichkeitsrechts, d. h. des Veröffentlichungsrechts, Namennennungsrechts und
Entstellungsverbots, verwiesen, die jedoch nicht die Schlagkraft einer durchsetzbaren Rechtsnorm erreichten.
Verdeutlicht wird dies durch die Entstehung des Wortes Plagiat: Es geht auf eine der ältesten bekannten Urheberrechtsverletzungen aus dem Rom des ersten Jahrhunderts nach Christus zurück. Der römische Dichter Marcus Valerius Martialis prägte den Begriff „Plagiat“. Er verglich seine Epigramme mit freigelassenen Sklaven und bezeichnete einen gewissen Fidentinus, der Gedichte des Martialis fälschlich als eigene ausgegeben hatte, als Menschenräuber (lat. „plagiarius“).
Die Frage, warum das technisch so hoch entwickelte römische Recht keinen dem heutigen Urheberrecht vergleichbaren Schutz gewährte, wird unterschiedlich beantwortet: Einerseits wird auf das „sachgegenständliche Denken“ verwiesen, das zur Abstraktion eines nur „geistigen“ Eigentums nicht fähig gewesen sei. Eine andere Auffassung verweist auf die römische Gesellschaftsstruktur. Die große Masse der Arbeitskräfte wurde aus Sklaven rekrutiert; im Rechtssystem schlug sich dies in der Weise nieder, dass die artes liberales ihre Dienste nur in unentgeltlichen Vertragsformen anbieten konnten; lediglich aus Dankbarkeit für die Freundschaftsleistung konnte der Vertragspartner einen Ehrensold, das honorarium, zahlen. Dem entspreche, dass es dem römischen Bürger als unehrenhaft erschienen wäre, schöpferische Leistungen unter vermögensrechtlichen Schutz zu stellen. Als Grund für das fehlende Urheberrecht der Antike wird ferner die technologische Aufwendigkeit der Vervielfältigung und das daher geringe ökonomische Interesse an ihrer Monopolisierung genannt.

## Mittelalter
Auch im Mittelalter war ein Recht auf geistige Werke unbekannt. Rechtsregeln gab es nur für die Sachen, in denen sich das Geisteswerk zeigte, insbesondere für das Eigentum hieran. So durfte ein Buch beispielsweise nicht gestohlen, wohl aber abgeschrieben werden. Die Bearbeitung eines Stoffes durch viele verschiedene Künstler und Autoren war der Normalfall, ebenso die Übernahme oder Veränderung von Liedern und Musikstücken durch andere Musiker. Wenn ein Autor keine Veränderung seines Textes wollte, behalf er sich mit einem Bücherfluch – so wünschte Eike von Repgow, der Verfasser des Sachsenspiegels, jedem den Aussatz auf den Hals, der sein Werk verfälschte.
Hier berührt sich die rechtsgeschichtliche mit einer geistesgeschichtlichen Beobachtung: auch die Zitierpraxis war in jenen Zeiten wesentlich weniger streng als heute. Der Rang eines Künstlers bemaß sich mehr nach seinen handwerklichen Fertigkeiten als nach der Originalität seiner Erfindungen.

## Spätmittelalter
Seit der Erfindung des Buchdrucks (um 1440) wurde es einfacher, Kopien eines Werkes in größeren Mengen herzustellen. Dem Autor stand immer noch kein „Urheberrecht“ zur Seite. Er musste froh sein, wenn sein Werk nicht nur gedruckt wurde, sondern der Drucker beziehungsweise Verleger ihm etwas für das Manuskript zahlte. Nun kam es dazu, dass andere Drucker Erstdrucke nachdruckten. Das erschwerte dem Erstdrucker das Geschäft, da er mehr Arbeitskraft investiert und eventuell einen Autor bezahlt hat – der Nachdrucker konnte seine Produkte naturgemäß billiger anbieten. Auch ein Autor konnte unzufrieden über Nachdrucke sein – sie waren meist weniger sorgfältig hergestellt: Fehler schlichen sich ein oder der Text wurde gar absichtlich abgeändert:

„Nu wäre der Schaden dennoch zu leiden, wenn sie doch meine Bücher nicht so falsch und schändlich zurichten. Nu aber drucken sie dieselbigen und eilen also, dass, wenn sie zu mir wiederkommen, ich meine eigenen Bücher nicht kenne.“

Um dem Nachdruck entgegenzutreten, erbaten sich Drucker daher Sonderrechte von den Obrigkeiten, die das Nachdrucken eines Werkes zumindest für eine bestimmte Zeit verboten. Die Bezeichnung für diese Sonderrechte ist Privileg, im kirchlichen Bereich Imprimatur – wobei letzteres auch im weltlichen Bereich im Sinne von Druckfreigabe/Druckgenehmigung seitens des Druckereikunden in Gebrauch kam und bis heute blieb. Die Interessen der Drucker trafen sich mit denen der Obrigkeiten, die auf die in ihrem Herrschaftsbereich veröffentlichten Schriften Einfluss haben wollten. Dies gelang besonders in Frankreich mit seiner frühen absolutistischen Struktur, weniger beispielsweise im deutschen Raum. Hier ignorierten manche Landesfürsten sogar bewusst Verstöße von Verlegern gegen kaiserliche Privilegien, um sie wirtschaftlich zu unterstützen und sich begehrte Literatur billiger ins Land zu holen. Auch die Ideen der Aufklärung verbreiteten sich zu einem großen Teil durch Raubdrucke.

## Renaissance
Mit Beginn der Renaissance rückte die Individualität mehr in den Vordergrund und man gewährte auch Autorenprivilegien, mit denen der Schöpfer für sein Werk belohnt wurde.
In Deutschland wurde ein solches Privileg zum Beispiel Albrecht Dürer eingeräumt. Dürer gibt bereits in einem Nachwort seines Holzschnittzyklus zum Marienleben 1511 an, ein kaiserliches Privileg bekommen zu haben, welches jedoch nicht erhalten ist. Interessant an jenem Nachwort ist, dass Dürer bereits von „ingenium“, also „Schöpfung“ schreibt, was für damalige Autoren und Künstler noch ungewöhnlich und ein mit der Renaissance einhergehendes neues Selbstverständnis ist. Das erste erhaltene Privileg Dürers stammt aus dem Jahr 1525. Auch seine Witwe erhält nach seinem Tod 1527 noch ein Privileg, was damals unüblich war und für Dürers außergewöhnliche Stellung als Künstler spricht.
Privilegien schützten jedoch den Schöpfer als Person (Persönlichkeitsrecht) und brachten den Urhebern noch keine Einnahmen. Angeknüpft wurde auch weiterhin am Werk als einer Sache. Mitte des 16. Jahrhunderts wurden Territorialprivilegien eingeführt – allgemeine Nachdruckverbote in einem bestimmten Gebiet für einen begrenzten Zeitraum.
Als die Verleger dazu übergingen, den Autoren Honorare zu zahlen, bildete sich die Überzeugung, ihnen (den Verlegern) würde damit ein ausschließliches gewerbliches Schutzrecht zustehen (Lehre vom Verlagseigentum), auch wenn sie kein Privileg für ein Werk besaßen. Der Nachdruck wurde daher verboten, wenn der Verleger die Rechte erworben hatte.

## 18. und 19. Jahrhundert
Erstmals wurde im 18. Jahrhundert über eigentumsähnliche Rechte an geistigen Leistungen (und das Phänomen des immateriellen Besitzes) theoretisiert. Ein englisches Gesetz von 1710, das so genannte Statute of Anne, erkannte als erstes ein ausschließliches Vervielfältigungsrecht der Autoren an, die es dann an die Verleger abtraten. Nach Ablauf der vereinbarten Zeit fielen alle Rechte wieder an den Autor zurück. Das Werk musste im Register der Buchhändlergilde eingetragen und mit einem Copyrightzeichen versehen sein, damit es geschützt war. Die Vereinigten Staaten führten das Verfahren 1795 ein (diese Registrierung wurde in England jedoch 1956 und in den Vereinigten Staaten 1978 wieder abgeschafft, s. a. Copyright law (Vereinigte Staaten)). Überwiegend wurde die Idee vom geistigen Eigentum mit der Naturrechtslehre begründet. Auch Frankreich führte in zwei Gesetzen von 1791 und 1793 ein Propriété littéraire et artistique ein. In Preußen kam es im Jahr 1837 zu einem entsprechenden Schutz. Der Bundestag (Deutscher Bund) beschloss ebenfalls 1837 eine zehnjährige Schutzfrist seit Erscheinen des Werkes – 1845 auf 30 Jahre nach dem Tode des Urhebers (post mortem auctoris) verlängert. 1870 wurde im Norddeutschen Bund ein allgemeiner Urheberrechtsschutz eingeführt, den das Deutsche Reich 1871 übernahm und später weiter ausbaute.
Der Schutz geistigen Eigentums wurde nur innerhalb der Nationalstaaten gewährleistet und entfaltete jenseits der Grenzen keine Wirkung. Erst 1886 wurde auf Betreiben Victor Hugos mit der Berner Übereinkunft zum Schutz von Werken der Literatur und Kunst das erste internationale, multilaterale Abkommen zum Urheberschutz geschlossen. Vereinbart wurde eine Mindestschutzfrist aller Werke (außer fotografische und cinematographische Werke) der Verbandsländer von 50 Jahren.

## 20. Jahrhundert
In der Zeit des Nationalsozialismus galt der Urheber als „Treuhänder des Werks“ für die Volksgemeinschaft. Bestehende Gesetze wie das Kunsturheberrechtsgesetz blieben in Kraft.
Am 6. September 1952 wurde in Genf das Welturheberrechtsabkommen beschlossen. Es sollte eine weltweite Regelung zum Schutz der Urheberrechte darstellen und die Verbreitung der Geisteswerke erleichtern. Die unterzeichnenden Staaten verpflichteten sich, ihre eigenen Gesetzesgrundlagen entsprechend anzupassen.
In Westdeutschland wurde das Gesetz über Urheberrecht und verwandte Schutzrechte (Urheberrechtsgesetz – UrhG) am 9. September 1965 verkündet. Es löste insbesondere das Gesetz betreffend das Urheberrecht an Werken der Literatur und der Tonkunst (LUG) vom 19. Juni 1901 und weitgehend das Gesetz betreffend das Urheberrecht an Werken der bildenden Künste und der Photographie (Kunsturheberrechtsgesetz – KUG, KunstUrhG) vom 9. Januar 1907 ab. Unter anderem sah es eine Verlängerung des Urheberrechts von 50 auf 70 Jahre nach dem Tod des Urhebers vor. Zugleich wurde auch die Privatkopie wieder legalisiert, deren Zulässigkeit in den 50er Jahren durch Gerichtsentscheidungen entgegen dem damaligen Gesetzeswortlaut aufgehoben worden war. Fast zeitgleich folgte in der DDR das Gesetz über das Urheberrecht (URG) (GBl. I S. 209).
Bestrebungen, das Urheberrecht in der Europäischen Union zu harmonisieren, sind bereits Mitte der 1970er Jahre vorhanden.
1985 wurde die Free Software Foundation gegründet, deren Arbeit sich jedoch lange Zeit nur auf das Thema Freie Software konzentrierte.
Seit den 1990er-Jahren wurde das Urheberrecht in mehreren Internationalen Vertragswerken behandelt, in denen der Schutz der Urheberrechte den neuen technischen Möglichkeiten des Internets angepasst und zum Teil deutlich gestärkt wurde. Das 1994 im Rahmen der Welthandelsorganisation (WTO) verabschiedete Übereinkommen über handelsbezogene Aspekte der Rechte des geistigen Eigentums (TRIPS) etabliert weltweite Mindeststandards für das Urheberrecht, nach denen Ausnahmen von den ausschließlichen Rechten der Urheber auf wenige Sonderfälle reduziert werden müssen (Drei-Stufen-Test, Art. 9 Abs. 2 RBÜ). Zugleich schränkt es die Vermietung von urheberrechtlich geschützten Werken ein und schreibt eine Mindestschutzdauer von 50 Jahren über den Tod des Urhebers hinaus (post mortem auctoris) vor.
Im Jahr 1996 wurde im Rahmen der Weltorganisation für geistiges Eigentum (WIPO) der WIPO-Urheberrechtsvertrag (WTC) und der WIPO-Vertrag über Darbietungen und Tonträger (WPPT) unterzeichnet. Sie regeln insbesondere Fragen des Urheberrechts in der Informationsgesellschaft. Im Einzelnen ging es um folgende Themen:
1. Das Vervielfältigungsrecht wurde gestärkt, und das Speichern von Werken im Computer wurde ausdrücklich unter diesem Recht subsumiert. Ausnahmen von diesem gestärkten Vervielfältigungsrecht wurden auf wenige Sonderfälle reduziert.
2. Recht auf Zugänglichmachung. Die Übertragung und bereits das Anbieten von Werken ist nur mit Zustimmung der Urheber zulässig. Dies gilt auch dann, wenn diese Werke nur an wenige Mitglieder der Öffentlichkeit zugänglich gemacht werden („on demand“). Neben dem Verkauf ist jetzt auch die Lizenzierung von Werken zulässig. In diesem Fall gelten die Schranken des Urheberrechts nicht. Dies ermöglicht neue Nutzungsformen wie Pay-per-View, wo für jeden Konsumptionsvorgang einzeln gezahlt werden muss.
3. Juristischer Schutz technischer Schutzmaßnahmen. Die Herstellung, Verbreitung, Einfuhr oder Angebot von Geräten, Software, Produkten oder Komponenten, deren Zweck es ist, Kopierschutzmechanismen der Rechteinhaber aufzuheben, zu umgehen, zu entfernen, zu deaktivieren oder sonst wie zu überlisten, sind verboten. Es ist auch verboten, die Wirkungsweise dieser Geräte zu beschreiben, so dass sie nachgebaut werden können (Black-Box-Provision). Hierdurch wird das Urheberrecht auch zu einem Technologiekontrollrecht. Es regelt jetzt Tatbestände, die bisher außerhalb seiner Reichweite lagen (Paracopyright).
4. Juristischer Schutz von Copyright Management Information. Auch die Veränderung, Fälschung oder Löschung von Informationen, die den Urheber oder den Konsumenten identifizieren oder die erlaubten Nutzungsformen festlegen, sind verboten.

Infolge dieser Verträge haben einzelne Staaten nur noch geringe Spielräume in der Ausgestaltung des Urheberrechts. Unübliche Regelungen würden zum Beispiel im Rahmen der WTO als Verzerrungen des freien Welthandels behandelt, die von einem Schiedsausschuss sanktioniert werden können. Darüber hinaus üben die Vereinigten Staaten auch bilateral Druck auf einzelne Staaten aus, die Urheberrecht ihrer Meinung nach nicht intensiv genug schützten (siehe z. B. die Fälle The Pirate Bay und Allofmp3).
Diese Urheberrechtsverträge wurden 1998 in den Vereinigten Staaten mit dem Digital Millennium Copyright Act (DMCA) und 2001 in der EU mit der EG-Urheberrechtsrichtlinie in nationales beziehungsweise supranationales Recht umgesetzt. Sie übernahmen die meisten der oben im TRIPS und dem WCT beziehungsweise WPPT festgelegten Verschärfungen. Darüber hinaus regeln sie auch die Verantwortlichkeit der Internetdiensteanbieter (ISP). Diese sind für die Urheberrechtsverletzungen ihrer Kunden haftbar, wenn sie diese auf Anforderung der Rechteinhaber nicht sofort abstellen. Sie sind darüber verpflichtet, die Identität der Verletzer offenzulegen.

## 21. Jahrhundert
Die EG-Urheberrechtsrichtlinie war von den Mitgliedstaaten bis zum 22. Dezember 2002 in nationales Recht umzusetzen. In Österreich trat die Umsetzung der EG-Urheberrechtsrichtlinie am 1. Juli 2003 in Kraft. In Deutschland gilt seit dem 13. September 2003 ein novelliertes Urheberrecht, das unter anderem die Umgehung eines wirksamen Kopierschutzes für kommerzielle, aber auch private Zwecke unter Strafe stellt. Die §§ 95a ff. UrhG sehen einen „Schutz technischer Maßnahmen“ vor. Gemäß § 95a Abs. 1 UrhG dürfen technische Schutzmaßnahmen (z. B. Kopierschutz) ohne Zustimmung des Rechteinhabers nicht umgangen werden – auch nicht zur Anfertigung einer – an sich zulässigen – Privatkopie. Keine Umgehung in diesem Sinne ist die Herstellung einer analogen Kopie einer digitalen, geschützten Vorlage.

## Diskussionen
Seit Ende der 1990er Jahre gerät das bisherige Urheberrecht zunehmend in die Kritik der Öffentlichkeit und einiger Rechts- und Wirtschaftswissenschaftler. So habe etwa eine Unterhaltungsindustrie einen intensiven Lobbyismus betrieben.
Kritisiert wird zum Beispiel auch, dass sich das Urheberrecht immer mehr zu einem „Rechteverwerterrecht“ gestaltet, ohne Berücksichtigung der Allgemeinheit und der im Wandel befindlichen Internet- und Informationsgesellschaft. Das Urheberrecht sei in seiner aktuellen Form ein Relikt des letzten Jahrhunderts, das in der Zeit von interaktiven Internetanwendungen und Breitbandanbindung eine ganze Generation kriminalisiere und in keiner Weise mehr seiner ursprünglichen Intention gerecht werde. Anstatt kreatives Schaffen zu beflügeln und zu fördern, schränke das aktuelle Urheberrecht die Entwicklung von Kultur und Fortschritt enorm ein.
Kritik geht auch von Trägerinnen und Trägern traditioneller Kulturen aus, in denen Konzeptionen von Werk und individuellem Autor, wie sie dem Urheberrecht zugrunde liegen, keine Entsprechung haben. Traditionelle kulturelle Ausdrucksweisen (traditional cultural expressions) unterstehen in ihren lokalen Gesellschaften eigenen herkömmlichen Regelungen, sind aus urheberrechtlicher Sicht jedoch gemeinfrei und können entgegen dem Willen vieler ihrer Träger uneingeschränkt genutzt werden. An der Organisation der Vereinten Nationen für Erziehung, Wissenschaft und Kultur (UNESCO) und Weltorganisation für geistiges Eigentum (WIPO) gab es seit den 1960er Jahren immer wieder Initiativen zur Schaffung von Schutzregelungen für traditionelle kulturelle Ausdrucksweisen. Seit dem Jahr 2000 tagt an der Weltorganisation für geistiges Eigentum (WIPO) in dieser Frage erneut ein zwischenstaatliches Komitee.
Die der Kritik folgenden Forderungen reichen von leichten Lösungen wie einer Verkürzung der Mindestschutzdauer, über eine Ausweitung und Reetablierung der (privaten) Schranken des Urheberrechtes bis hin zur Einführung einer Kulturflatrate, welche die exklusiven Besitzansprüche an immaterielle Güter verneint. Parteipolitisch gibt es in Deutschland offenbar klare Fronten: die Piratenpartei fordert eine Beschränkung des Urheberrechts, um auf die neuen Gegebenheiten zu reagieren. Andere Parteien wie Bündnis 90/Die Grünen fordern eine Kulturflatrate, um Kulturschaffende zu entlohnen. Das bürgerliche Lager aus Union und FDP hält eher an der Vorstellung eines möglichst starken Urheberrechts fest.
Einige Tatort-Autoren kritisieren als Mitglieder des Verband Deutscher Drehbuchautoren bei den Grünen, Piraten, Linken und der „Netzgemeinde“ besonders die „demagogische Gleichsetzung von frei und kostenfrei“. Die „Banalität von Rechtsverstößen“ würde zum „Freiheitsakt“ erhoben werden. Sie möchten gerne „klar machen, dass die nachhaltige Produktion qualitativ hochwertiger Kunst und Kultur nicht amateurhaft, also wie Wikipedia organisiert werden kann. Immerhin leben hunderttausende Menschen von kreativer Arbeit und helfen mit ihren (konkurrenzfähigen) Werken, die ideelle und materielle Zukunft einer postindustriellen Bundesrepublik auch international zu sichern“. Denn: „Filme, Musikproduktionen, web- und Werbekampagnen, Architektur- und Designprodukte werden überhaupt erst realisiert, wenn die künstlerischen Ideen der Urheber mit Kapital und Vermarktungsknowhow zusammenkommen.“ Dass das Internet und Anbieter wie Google kriminelle Plattformen wie „kino.to, megaupload, the Pirate Bay“ ermöglichen, solle auf jeden Fall verhindert werden. Dabei sehen sie einen „historischen Kompromiss zwischen Urhebern und Usern“ bevor.
Rockmusiker Sven Regener kritisierte 2012 in einem Interview mit dem Bayerischen Rundfunk die Piratenpartei sehr scharf: „Eine Gesellschaft, die so mit ihren Künstlern umgeht, ist nichts wert.“